# Rioja (Almería)
Rioja ist eine spanische Gemeinde in der Comarca Metropolitana de Almería der Provinz Almería in der Autonomen Gemeinschaft Andalusien. Die Bevölkerung von Rioja bestand im Jahr 2024 aus 1.589 Einwohnern. 

## Geografie
Die Gemeinde grenzt an Benahadux, Gádor, Pechina und Tabernas. Der Ort liegt am Fuße der Sierra de Alhamilla.

## Geschichte
Der Ort erlebte seine Glanzzeit in der Periode von Al-Andalus und erlitt seinen Niedergang nach der christlichen Eroberung. Die Gemeinde wurde Jahre 1635 von Gádor unabhängig.

## Wirtschaft
Bedeutend ist die Landwirtschaft, insbesondere der Anbau von Zitrusfrüchten. 

## Persönlichkeiten
- Ginés Morata (* 1945), Entwicklungsbiologe